# MacLean's Cross

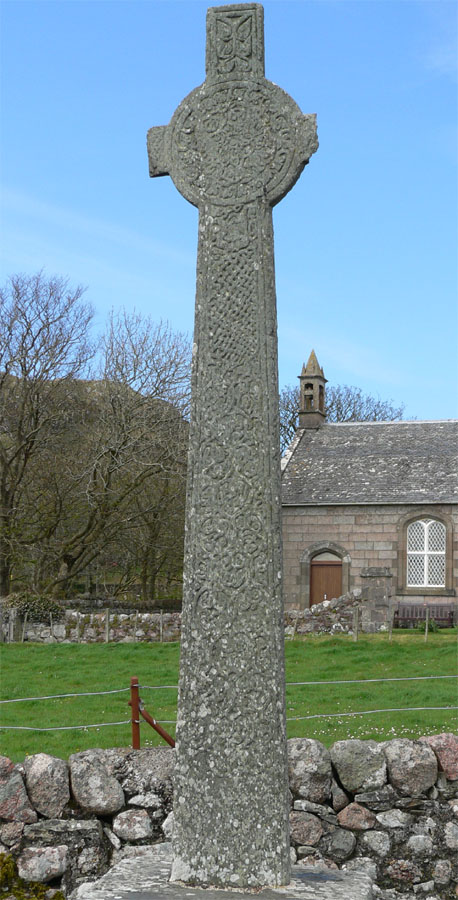
MacLean's Cross op Iona, oostzijde

MacLean's Cross is een vijftiende-eeuwse keltisch kruis, staande op het Schotse eiland Iona.

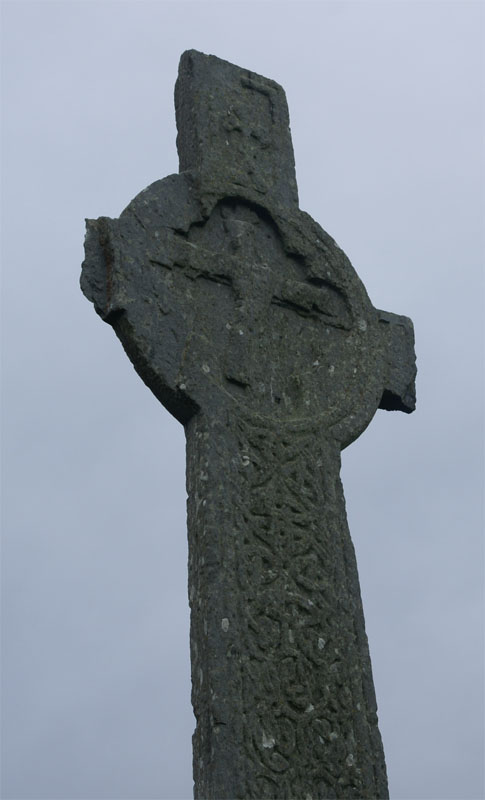
MacLean's Cross op Iona, westzijde met een afbeelding van de kruisiging.

## Beschrijving
MacLean's Cross is gemaakt rond 1500 in opdracht van een clanleider van de MacLeans.
Het keltische kruis staat vermoedelijk op de oorspronkelijke plaats, namelijk aan de westzijde van de weg tussen Iona Nunnery en Iona Abbey. Vlakbij staat de parochiekerk van Iona.
De stijl is typisch voor Iona en wordt dan ook de Ionische school genoemd. Het kruis bestaat uit een enkel stuk steen en is ruim drie meter hoog. De basis is modern.
Op de voet van de schacht is een bewapende ruiter afgebeeld. Aan de oostzijde is het kruis versierd met abstracte decoraties en bloemen. Onder de ring van het kruis zijn twee dieren te zien. Aan de westzijde van het kruis is een afbeelding van de kruisiging te zien, maar deze is flink geërodeerd.

## Beheer
MacLean's Cross wordt beheerd door Historic Scotland.